# フランチェスコ・レディ

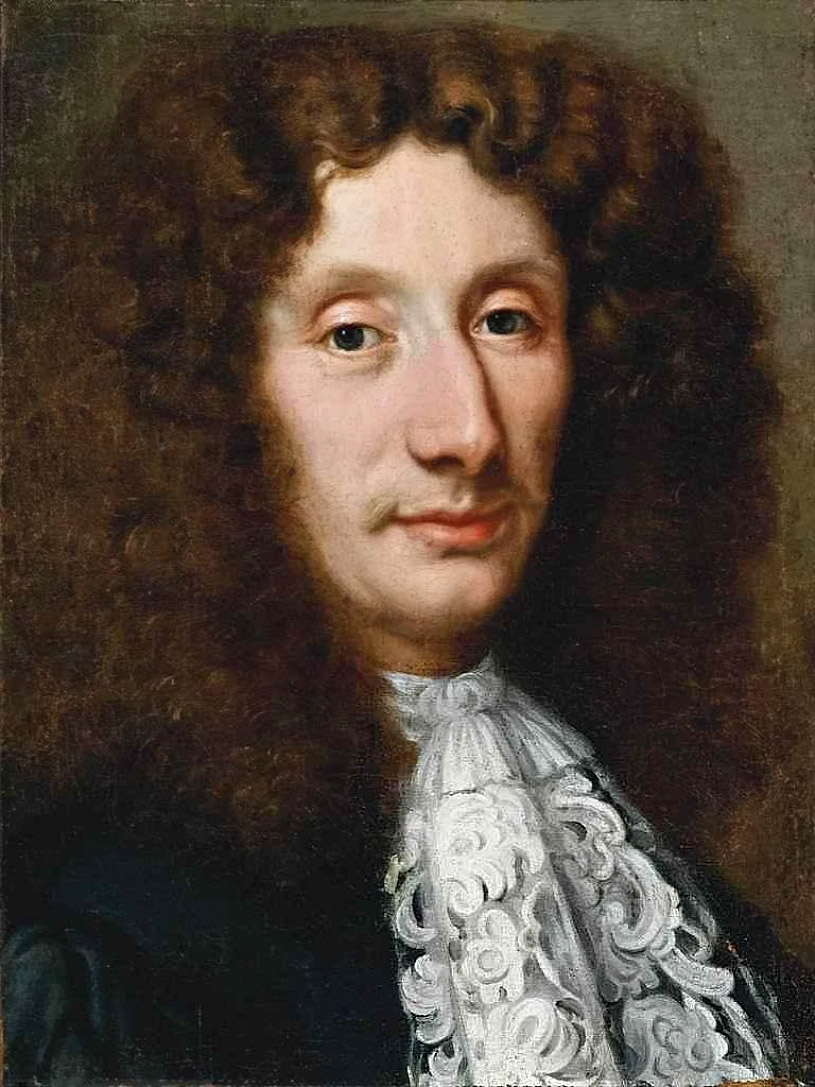
フランチェスコ・レディ
(画)ジェイコブ・フェルディナンド・フート

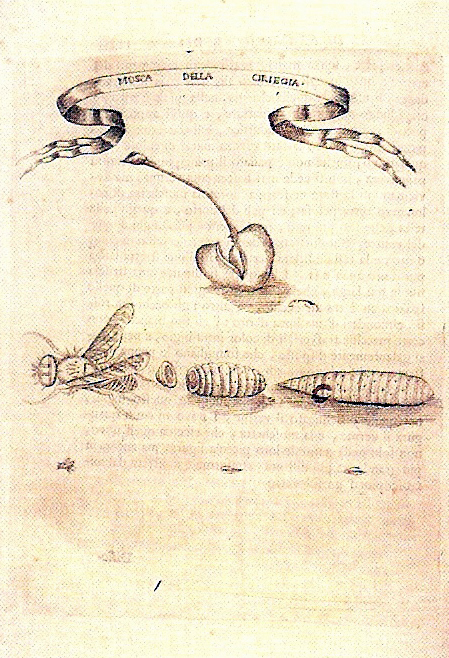
著書の図版

フランチェスコ・レディ（Francesco Redi、1626年2月18日 - 1697年3月1日）は、イタリアの内科医、博物学者、生物学者、詩人。

## 概要
アレッツォ生まれ。寄生虫学に関して、一連の実験（レディの実験）を行ったことでよく知られており、1668年に発表した『Esperienze Intorno alla Generazione degl'Insetti（昆虫の世代についての実験）』は、自然発生説と呼ばれる学説への反駁の第一歩となった。当時優勢だった自然発生説では、肉を腐敗させるとそこから自然に蛆がわくとしていた。
その実験でレディは、6つのびんを用意し、それを3つずつ2グループに分けた。それぞれのグループの1つめのびんには未知の物体を入れ、2つめには魚の死骸、3つめには生の子牛肉の塊を入れた。そして一方のグループはびんの口に目の細かいガーゼをつけて空気しか出入りしないようにし、もう一方には何もつけないでそのままにしておいた。数日後、びんの口に何もつけなかった方はハエが自由に出入りできたため蛆がわき、ガーゼで覆った方には蛆はわかなかった。次に彼は、蛆を捕らえてそれが変態するのを待つ実験を行った。蛆はハエになった。さらに死んだ蛆やハエを動物の死体や生肉と一緒にガーゼをかけたびんに入れておいたが、蛆はわかなかった。レディはこれによって、ハエのたからない魚にはウジが発生しないことを証明した。もっとも、彼が証明しようとしたのは「蛆はハエが卵を産むことによって生まれている」ということであって、生命の起源については、単純に「卵から生じる」と考えていたともされる。また、寄生虫については自然発生するとしていた。しかし、彼が行った「異なる条件を複数用意する」という実験方法は対照実験と呼ばれ、実証科学の端緒となる画期的なものであった。
レディは詩人でもあり、『トスカナのバッカス』 という詩で知られている。
レディはアルカディア学会とクルスカ学会に所属し、『クルスカ学会辞典』の編纂に携わった。 
吸虫類の幼生の形態のひとつであるレディアは、1837年に動物学者フィリッポ・デ・フィリッピによりレディにちなんで名付けられた。
レディはピサで亡くなった。

## その他
火星にはレディの名を冠したクレーターがある。